# Кременчугский Набат
«Кременчугский Набат» — газета Кременчугской группы Конфедерации анархистов Украины «Набат». Газета издававалась нелегально в период гражданской войны, в условиях деникинского режима, с октября по декабрь 1919 года. Помимо Кременчуга, под руководством Аршинова Петра Андреевича выпуск газеты был также налажен в Киеве, Харькове, Одессе, Севастополе и других городах.